# Nauruański Komitet Olimpijski
Nauruański Komitet Olimpijski (NNOC) (ang. Nauru National Olympic Committee) – nauruańskie stowarzyszenie związków i organizacji sportowych. Zajmuje się przede wszystkim organizacją udziału reprezentacji Nauru w igrzyskach olimpijskich oraz igrzyskach Wspólnoty Narodów, a także upowszechnianiem idei olimpijskiej i promocją sportu oraz reprezentowaniem nauruańskiego sportu w organizacjach międzynarodowych, w tym w Międzynarodowym Komitecie Olimpijskim.

## Historia
Pierwsze rozmowy na temat utworzenia Komitetu Olimpijskiego na Nauru odbyły się dzień po wielkim sukcesie sztangisty Marcusa Stephena, który podczas Igrzysk Wspólnoty Narodów 1990 w Auckland zdobył jeden złoty i dwa srebrne medale w kategorii do 60 kilogramów. Uczestniczyli w nich: nauruańscy politycy Ruben Kun i Lawrence Stephen (ojciec Marcusa Stephena), członek MKOl Seiuli Paul Wallwork (Samoa), sekretarz Międzynarodowej Federacji Podnoszenia Ciężarów Tamas Ajan (Węgry) oraz australijski trener podnoszenia ciężarów Paul Coffa. Rok później, w marcu 1991 roku pod kierownictwem ówczesnego ministra sportu Nauru, Vinsona Detenamo, utworzono Nauruański Komitet Olimpijski.
Podczas wizyty prezydenta MKOl-u Juana Antonio Samarancha na Samoa w maju 1994 roku, ówczesny prezydent Nauru Bernard Dowiyogo, odbył wstępne rozmowy, których celem miało być zatwierdzenie NNOC przez MKOl. Prezydent MKOl-u zapewnił, że Nauru stanie się członkiem Międzynarodowego Komitetu Olimpijskiego pod koniec 1994 roku.
4 września 1994 roku podczas 103. sesji tejże organizacji w Paryżu, NNOC oficjalnie został przyjęty jako 196 narodowy komitet olimpijski.
Pierwszy występ Nauruańczyka na igrzyskach olimpijskich miał miejsce już w 1992 roku, jednakże Marcus Stephen nie mógł startować w barwach swojego kraju, ponieważ Nauru nie było wtedy członkiem Międzynarodowego Komitetu Olimpijskiego. Wówczas udzielono mu tymczasowego obywatelstwa Samoa i w jego barwach wystąpił w Barcelonie, gdzie zajął 9. miejsce w kategorii do 59 kilogramów. 4 lata później w Atlancie nauruańscy sportowcy już mogli startować w barwach swojego kraju. Pierwszymi olimpijczykami z Nauru byli Marcus Stephen, Quincy Detenamo i Gerard Garabwan. Największe nadzieje wiązano z występem Stephena, ponieważ ówcześnie był jednym z najlepszych sztangistów na świecie (w swojej kategorii). Ostatecznie nie ukończył on zawodów, a jego koledzy z reprezentacji zajęli odległe miejsca (Detenamo zajął 20. a Garabwan 24. miejsce). Do tej pory (2012) Nauru na igrzyskach olimpijskich reprezentowało ośmioro zawodników (siedmioro w podnoszeniu ciężarów, a jeden w judo). Najwyższym miejscem zdobytym przez nauruańskiego sportowca na igrzyskach olimpijskich może pochwalić się wicemistrz świata z 2005 roku w podrzucie (w kategorii do 77 kilogramów), sztangista Yukio Peter, który podczas igrzysk w Atenach w 2004 roku, zajął 8. miejsce w kategorii do 69 kilogramów.
Nauru na igrzyskach Wspólnoty Narodów zdobyło 28 medali. W całej historii startów na tej imprezie, NNOC wysłał 33 zawodników.

## Logo
Logo NNOC przedstawia dwunastoramienną gwiazdę umieszczoną z lewej strony, a obok niej duży napis „NAURU”. Poniżej logo NNOC przedzielają dwa falowane pasy: niebieski oraz złoty (żółty). Pod pasami z prawej strony widnieje kolejny napis „OLYMPIC COMMITTEE”, zaś obok są umieszczone koła olimpijskie. Dwunastoramienna gwiazda oraz kolory pasów odwołują się do symboliki flagi narodowej.

## Zarząd NNOC
Stan na 2 marca 2013.
- Prezydent: Marcus Stephen
- Wiceprezydent: Marissa Cook
- Sekretarz generalny: Dominic Cain

oraz pozostali członkowie:
- Sean Openheimer
- Aaron Cook
- Dogabe Jeremiah
- Lui Eoaeo
- Majorie Deireragea
- Celestine Eoaeo

## Członkowie
NNOC skupia na prawach pełnego członkostwa czternaście związków sportowych reprezentujące dyscypliny obecne w programie igrzysk Wspólnoty Narodów oraz letnich igrzysk olimpijskich, ponadto członkami są federacje sportów nieolimpijskich uznawane przez NNOC oraz inne organizacje sportowe.
- Pełni członkowie – sporty letnie

1. Nauru Wrestling Association
2. Nauru Golf Association
3. Nauru Swimming Association
4. Nauru Taekwondo Association
5. Nauru Cycling Association
6. Nauru Judo Association
7. Nauru Volleyball Association
8. Nauru Weightlifting Federation
9. Nauru Badminton Association
10. Nauru Table Tennis Federation
11. Nauru Island Basketball Association
12. Nauru Boxing Federation

- Pełni członkowie – sporty nieolimpijskie

1. Nauru Powerlifting Association
2. Nauru Softball Association